# 王介福
王介福，中國清朝武官，山西徐溝縣（今屬清徐縣）人。
雍正十年（1732年）壬子科武舉人，次年聯捷癸丑科武進士。乾隆三十五年（1770年）接替劉奇偉，擔任台灣北路協副將。王介福擔任該職位長達12年，直到乾隆四十七年（1782年）才調職至福州擔任城守副將。